# NGC 5826
NGC 5826 est une petite galaxie lenticulaire naine, relativement rapprochée et située dans la constellation du Dragon. Sa vitesse par rapport au fond diffus cosmologique est de 909 ± 9 km/s, ce qui correspond à une distance de Hubble de 13,4 ± 1,0 Mpc (∼43,7 millions d'al). NGC 5826 a été découverte par l'astronome américain Lewis Swift le 9 juin 1885. Cette galaxie a aussi été observée deux jours plus tard par Swift et il ne s'est pas rendu compte qu'il l'avait déjà observée. Cette observation a été inscrite au catalogue NGC sous la désignation NGC 5870.
En raison d'une brillance de surface égale à 14,48 mag/am2, on peut qualifier NGC 5826 de galaxie à faible brillance de surface (LSB en anglais pour low surface brightness). Les galaxies LSB sont des galaxies diffuses (D) avec une brillance de surface inférieure de moins d'une magnitude à celle du ciel nocturne ambiant.